# Gia Viễn (xã)
Gia Viễn là một xã thuộc huyện Đạ Huoai, tỉnh Lâm Đồng, Việt Nam.

## Địa lý
Xã Gia Viễn có tọa độ địa lý từ 11°36'29 đến 11°40'33 vĩ độ Bắc và từ 107°19'51 đến 107°23'04 kinh Đông, có vị trí địa lý:
- Phía đông giáp xã Nam Ninh
- Phái tây giáp xã Phước Cát 2
- Phía nam giáp các thị trấn Cát Tiên, Phước Cát và xã Đức Phổ
- Phía bắc giáp xã Tiên Hoàng.

Xã Gia Viễn có diện tích 28,47 km², dân số năm 2022 là 5.265 người, mật độ dân số đạt 184 người/km².

## Hành chính
Xã Gia Viễn được chia thành 8 thôn: Brun, Hòa Thịnh, Liên Phương, Tân Xuân, Tiến Thắng, Trấn Phú, Trung Hưng, Vân Minh.

## Lịch sử
Tên xã được lấy tên từ huyện Gia Viễn, tỉnh Hà Nam Ninh xưa và nay là tỉnh Ninh Bình khi bà con của vùng quê Gia Viễn vào miền nam khai phá rừng theo chủ trương chính sách của Đảng.
Ngày 6 tháng 6 năm 1986, Hội đồng Bộ trưởng ban hành:
- Quyết định số 67-HĐBT[1] về việc thành lập xã Gia Viễn thuộc huyện Đạ Huoai trên cơ sở 5.940 hécta đất và 2.699 nhân khẩu của xã Đồng Nai cũ.
- Quyết định số 68-HĐBT[5] về việc chuyển xã Gia Viễn thuộc huyện Đạ Huoai về huyện Cát Tiên mới thành lập quản lý.

Ngày 21 tháng 1 năm 2020, HĐND tỉnh Lâm Đồng ban hành Nghị quyết số 166/NQ-HĐND về việc sáp nhập thôn Thanh Tiến và thôn Cao Sinh vào Thôn Trung Hưng.
Ngày 24 tháng 10 năm 2024, Ủy ban Thường vụ Quốc hội ban hành Nghị quyết số 1245/NQ-UBTVQH15 về việc sắp xếp đơn vị hành chính cấp huyện, cấp xã của tỉnh Lâm Đồng giai đoạn 2023 – 2025 (nghị quyết có hiệu lực từ ngày 1 tháng 12 năm 2024). Theo đó, sáp nhập xã Gia Viễn thuộc huyện Cát Tiên vào huyện Đạ Huoai.

## Văn hóa
Xã có Chùa Gia Viễn.